# Eroc
Eroc, de son nom civil Joachim Heinz Ehrig, est un musicien allemand de rock.

## Biographie
Après avoir grandi à Oberhausen en 1954 et à Hagen (Westphalie) en 1961, Ehrig suit une formation de laborantin en chimie avant de se consacrer entièrement à la musique en 1970.
Il commence en 1966 en tant que batteur du groupe d'élèves de Hagen the Crew, dans lequel se trouvaient déjà deux membres de sa future formation Grobschnitt. Le Crew se sépare en 1969. En 1971, il démarre son groupe de rock Grobschnitt où il est batteur, tout en étant toujours l'ingénieur du son et le bricoleur sonore du groupe. Pour les concerts, qui étaient organisés sous forme de spectacle, il développait de courts interludes et des effets électroniques. Comme il maîtrise en outre plusieurs instruments tels que le clavier et la guitare, il en fait son propre projet musical et enregistre parallèlement divers morceaux personnels en overdub (tous les instruments joués par lui-même). En 1975, il sort son premier album solo Eroc et, dès l'année suivante, Eroc 2, le premier étant précurseur dans les débuts de la musique au synthétiseur, le second, en tant que « film pour les oreilles », étant plus orienté vers l'amusement et le clownerie de Grobschnitt.
Le morceau le plus connu d'Eroc, le titre instrumental Wolkenreise, est composé en 1978 comme musique de fond pour un spectacle du groupe qui ouvrait à l'époque les concerts. Après sa parution sur l'album Eroc 3 en 1979, cette mélodie accrocheuse et décontractée, accompagnée d'un accordéon, devient un hit radio (32 semaines dans les Airplay-Charts). Wolkenreise sort en single et atteint la 32e place des charts allemands,. C'est le seul succès en single d'Eroc ou de Grobschnitt. Ehrig s'oppose à la publication sur CD d'Eroc 3 par Metronome ou Universal, mais perd en 2002 devant la Cour fédérale de justice.
En 1982, Eroc 4 sort et en juin 1983, Ehrig, qui a ensuite préféré le travail en studio aux représentations scéniques, quitte le groupe Grobschnitt. Parallèlement à son projet solo, qui donne naissance en 1987 au cinquième et dernier LP solo Changing Skies, il se reconvertit dans la production musicale. Ainsi, en 1982, il participe à la création du Woodhouse Studio à Dortmund (plus tard Hagen) et y produit notamment avec succès Phillip Boa et The Inchtabokatables.
À la fin des années 1990, il devient un spécialiste de la remastérisation, de la correction et de l'amélioration d'anciens enregistrements, par exemple ceux des Yardbirds, de Hawkwind, de Procol Harum ou des Tornados. L'ensemble de l'œuvre de Grobschnitt jusqu'à sa dissolution en 1989 et ses propres œuvres sont publiées à partir de 2001 dans des versions retravaillées par ses soins.
Depuis 2007, Eroc publie sur son label Silver Mint Records des CD de concerts de Grobschnitt qu'il a lui-même enregistrés et retravaillés, mais qui ne sont disponibles que sur abonnement. Jusqu'à présent, environ 80 CD de ce type sortent.
Ehrig vit désormais à Breckerfeld, et travaille comme ingénieur du son indépendant. 

## Discographie

### Albums
- 1975 : Eroc
- 1975 : Eroc 2
- 1979 : Eroc 3
- 1982 : Eroc 4
- 1983 : Wolkenreise (best of)
- 1987 : Changing Skies
- 1998 : Eroc's Wolkenreisen (best of)
- 2008 : Wolkenreise (best of ; single 32e place des charts allemands[6])
- 2012 : Wolkenreise II

### Avec Hans Reichel
- 1996 : Kino
- 1997 : The Return of Onkel Boskopp

### Avec Urs Fuchs et Stefan Wiesbrock
- 1999 : Eurosonic Experiences